# Риу-Бранку (столица штата Акри)
Ри́у-Бра́нку (порт. Rio Branco) — город в Бразилии, столица штата Акри.

## История
До появления белых территория была населена немногочисленными индейцами канамари, занимавшимися охотой и собирательством. Точные сведения о том, кто первым достиг района сегодняшнего Риу-Бранку, конкистадоры или бандейранты, отсутствуют. К середине XIX века ситуация с хозяйственным освоением существенно не изменилась — джунгли по-прежнему населяли индейцы, по берегам рек жило несколько десятков выходцев из Боливии и Бразилии, занимавшихся торговлей с аборигенами. Соглашение в Айякучо, подписанное сторонами в 1867 году, оставило территорию за Боливией (Бразилии, увязшей в жестокой и кровопролитной Парагвайской войне, было не до споров за казавшийся бесполезным кусок джунглей). Тем не менее, фактическая демаркация границы не производилась, прежде всего в силу нежелания боливийского правительство тратить на это и без того хронически дефицитные средства.
Ситуацию изменил каучуковый бум — бассейн реки Акри прекрасно подходил для выращивания гевеи, и новые плантации росли, как грибы. Большая часть из почти двадцати тысяч новых переселенцев, привлечённых экономическим развитием региона, прибыла из Бразилии. 28 декабря 1882 года Неутеу Мая, выходец из провинции Сеара, основал каучуковую плантацию на правом берегу излучины реки, построив там дом для своей семьи и бараки для сезонных рабочих. Этот день считается официальной датой основания города. 
Долина реки Акри быстро развивалась, становясь третьим (после окрестностей Манауса и Икитоса) центром каучукового бума. Правительство в Ла-Пасе, обеспокоенное возможной утратой контроля над регионом, приступило к «закручиванию гаек», в том числе начало демаркацию границы с Бразилией и выставление на ней таможенных постов. Последовавший за этими мерами взрыв возмущения местных жителей и жёсткая реакция на него боливийцев привели к конфликту, известному как Война за Акри в испаноязычной историографии и как Акрианская революция — в бразильской. 
Когда в результате Петрополисского соглашения 1903 года эти земли вошли в состав Бразилии, выросшая здесь деревня стала административным центром департамента Алто-Акри. В 1904 году сюда прибыл Кунья Матус, назначенный правительством в качестве главы департамента, и разместил здание мэрии на правом берегу реки Акри. Так был заложен город Риу-Бранку.
В 1909 году бывший в то время главой департамента Алто-Акри полковник Габину Безору перенёс мэрию на левый берег реки Акри, так как там местность была выше и не затапливалась в случае наводнений. Там возник населённый пункт Пенаполис (названный так в честь президента Афонсу Пена). В 1910 году Риу-Бранку и Пенаполис были объединены в муниципалитет Эмпреса. В 1911 году новый мэр вернул муниципалитету название «Пенаполис», и лишь в 1912 году он, наконец, получил название «Риу-Бранку» — в честь барона Риу-Бранку, благодаря которому сделалось возможным подписание Петрополисского соглашения.
В 1920 году муниципалитет Риу-Бранку стал административным центром Федеральной территории Акри, впоследствии преобразованной в штат Акри.
В 1920-30-х годах сюда прибыло большое количество ливанских и сирийских христиан, в результате чего правобережная часть города получила прозвище «Бейрутский квартал». Экономический упадок 1950-х годов привёл к тому, что основная коммерческая активность переместилась с правобережья на левобережье.

## География и климат
Город лежит на берегах реки Акри, разделяющей его на Первый (правобережье) и Второй (левобережье) районы. В окрестностях Риу-Бранку произрастают дождевые леса, сильно страдающие от вырубок и бесконтрольного выпаса скота.
Климат Риу-Бранку — муссонный, с длинным и жарким сезоном дождей (с октября по май) и коротким, тёплым сухим сезоном с июня по сентябрь.
| Показатель                                   | Янв.  | Фев.  | Март  | Апр.  | Май  | Июнь | Июль | Авг. | Сен. | Окт.  | Нояб. | Дек.  | Год    |
| -------------------------------------------- | ----- | ----- | ----- | ----- | ---- | ---- | ---- | ---- | ---- | ----- | ----- | ----- | ------ |
| Абсолютный максимум, °C                      | 35,7  | 37,2  | 37,2  | 38,2  | 39,7 | 35,2 | 37,8 | 38,3 | 39,2 | 38,4  | 37,5  | 39,8  | 39,8   |
| Средний суточный максимум, °C                | 30,9  | 30,8  | 31,1  | 31,0  | 30,4 | 30,3 | 31,3 | 32,9 | 33,2 | 32,9  | 31,8  | 31,0  | 31,5   |
| Средняя температура, °C                      | 25,7  | 25,5  | 25,7  | 25,4  | 24,4 | 23,6 | 23,4 | 24,6 | 25,5 | 26,1  | 25,9  | 25,7  | 25,1   |
| Средний суточный минимум, °C                 | 22,2  | 22,0  | 22,0  | 21,6  | 20,1 | 18,3 | 17,5 | 18,2 | 19,8 | 21,6  | 21,9  | 22,2  | 20,6   |
| Абсолютный минимум, °C                       | 14,2  | 16,0  | 14,0  | 10,4  | 8,2  | 7,8  | 6,0  | 8,0  | 10,0 | 12,4  | 13,6  | 13,4  | 6,0    |
| Норма осадков, мм                            | 294,4 | 298,4 | 278,1 | 207,4 | 87,7 | 32,8 | 31,9 | 56,5 | 84,8 | 153,0 | 206,7 | 265,9 | 1997,6 |
| Источник: Instituto Nacional de Meteorologia |       |       |       |       |      |      |      |      |      |       |       |       |        |

## Население
По данным переписи 2018 года в Риу-Бранку проживало 401 155 человек, что ставило его на 65-е место среди городов Бразилии.
Расовый состав населения:
- белые — 26,0 %
- негры — 5,5 %
- парду — 63,4 %
- азиаты — 2,1 %
- индейцы — 0,2 %

В религиозном отношении свыше 60 % горожан являются католиками, чуть меньше 20 % — протестантами различных течений, 15 % — атеисты.

## Экономика и транспорт
Основой экономики Риу-Бранку традиционно являлись переработка продукции сельского хозяйства (бразильский орех, фасоль, сахарный тростник, рис, асаи́, фрукты), деревообрабатывающая промышленность и торговля. Также развиты сфера услуг, строительство, производство посуды и керамики.
Основой общественного транспорта является сеть городских и пригородных автобусов (как муниципальных, отправляющихся с терминала в центре города, так и частных). Через Риу-Бранку проходят два шоссе федерального значения — BR-364 (соединяет Акри с юго-востоком страны) и BR-364, ведущая к границе с Боливией и далее к Куско.
Городской аэропорт им. Жозе Пласиду (IATA: RBR, ICAO: SBRB) обслуживает внутренние рейсы в столицу страны, а также в Сан-Паулу и некоторые другие города.